# Bia Figueiredo

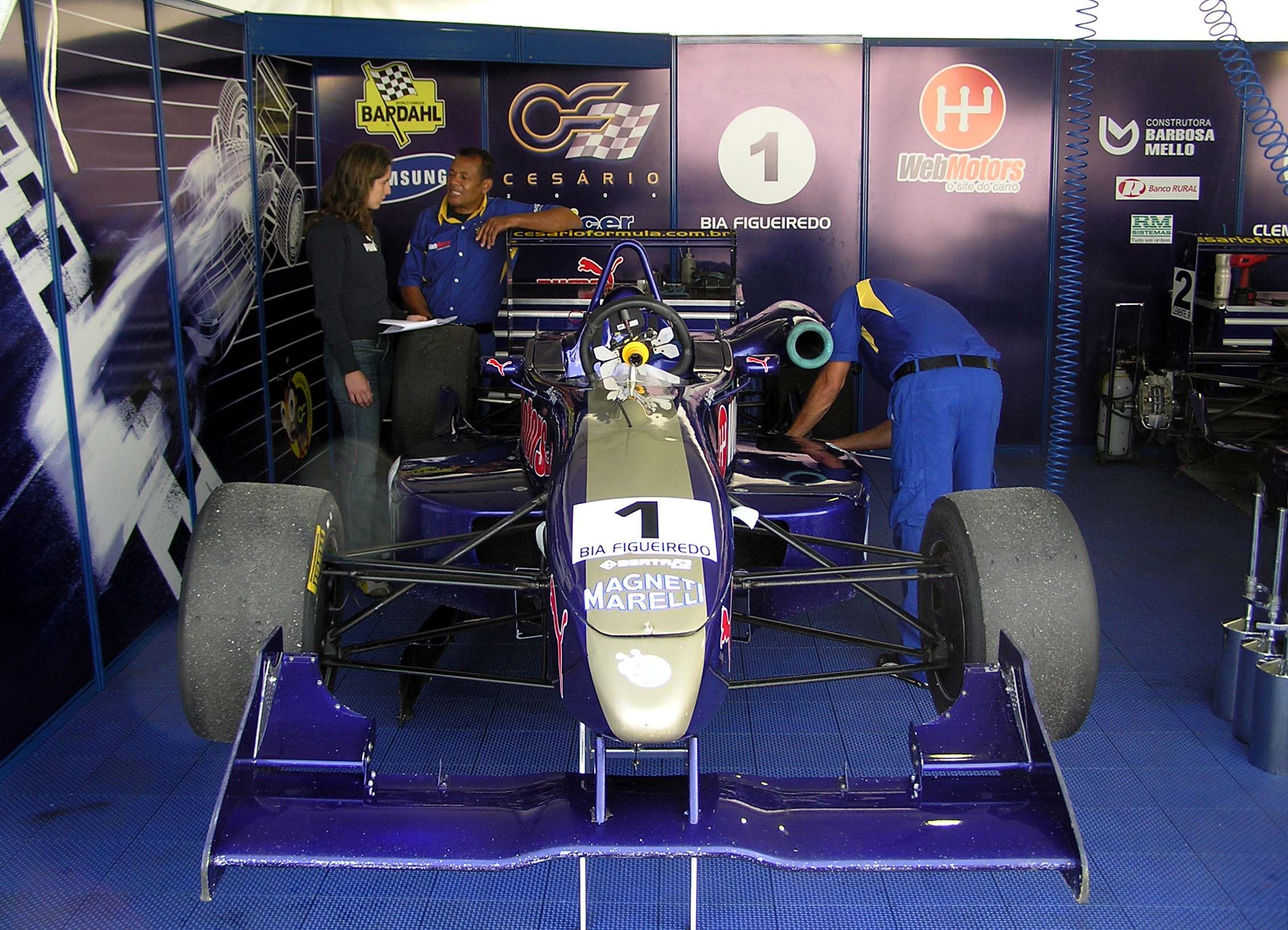
Bia Figueiredo (bal szélen) 2006-os autójával

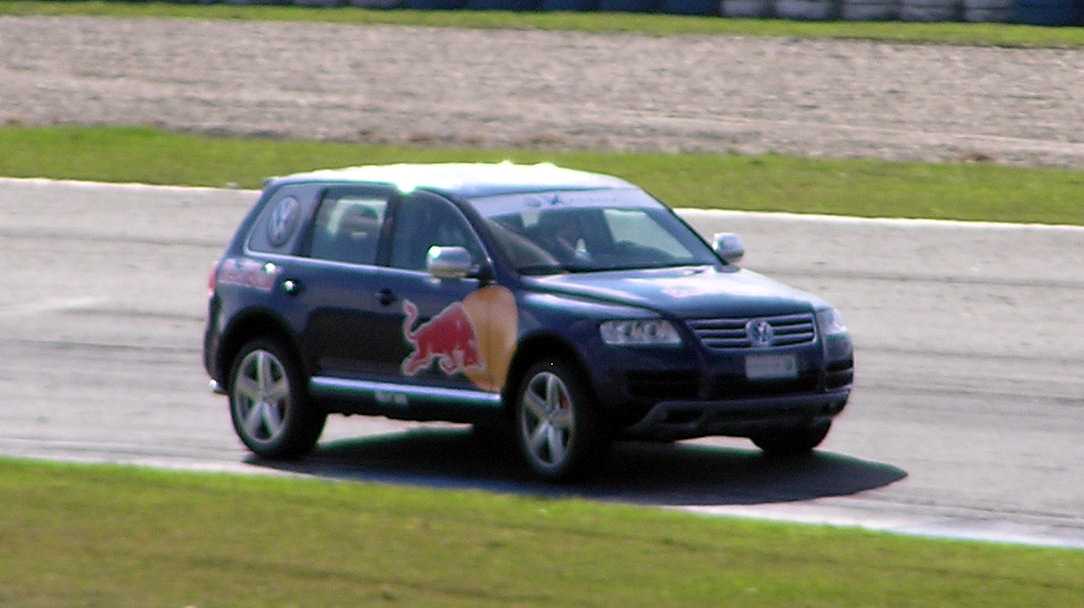
Red Bull Volkswagen Touareg

Bia Figueiredo (teljes neve: Ana Beatriz Figueiredo; São Paulo, 1985. március 18. –) brazil autóversenyző.

## Pályafutása

### A kezdetek
Pályafutását gokart sorozatokban kezdte. Számos brazil bajnokságban ért el dobogós eredményeket, 2003-ban pedig megnyerte a Sorriso Petrobrás kupát. Egy évig a Brazil Formula Renault sorozatban, majd ezt követően 2006-ban a Dél-amerikai Formula–3-as bajnokságban a jól felszerelt Cesarino Formula csapatban versenyzett.
Ugyanebben az évben egy Red Bull Volkswagen Touareget vezetett a Pedro Diniz csapat színeiben. Ugyanők szervezik és rendezik a Brazíliai Formula Renault bajnokságot és a Renault Gyorsulási bemutatót is.

### Indy Lights és IndyCar
2008-ban az amerikai Indy Lights-ban kezdett versenyezni, amely az IndyCar betétprogramjának számít, a bajnoki címvédő Sam Schmidt Motorsports csapatában és Ana Beatriz néven regisztrált a versenyekre. Mielőtt az USA-ba költözött volna a versenyzői licenszében "Bia Figueiredo" volt beleírva és saját magát is így nevezte meg. Több sajtó és hírügynökség elkezdte Ana "Bia" Beatriz néven szólítani a továbbiakban. Az 5. helyen végzett a Firestone Freedom 100-on az Indianapolis Motor Speedway-en 2008. május 23-án, amivel a legjobb női helyezést szerezte meg a versenyen. Július 12-én ő vezette a legtöbb kört, majd megnyerte első Indy Lights versenyét a Nashville Superspeedway-en. Ezt követően már az új "Danica Patrick"-ként kezdték megnevezni.
Az év végén elismerve gyorsaságát, tehetségét, dinamikusságát és csapatmunkáját, megkapta a Tony Renna Rising Star-díjat, amit az egykori versenyzőről neveztek el. A végső bajnoki tabellán 3. pozíciót ért el és "Az év újonca" címet is megszerezte.
2009-re újra a Sam Schmidt Motorsports #20-as autójával állt fel a rajtrácsra. Kénytelen volt kihagyni a Milwaukee Mile versenyt, mert az előző héten a Freedom 100-on történt súlyos ütközés után nem volt elég pénz autójának újjáépítésére. Egy héttel később már diadalmaskodni tudott az ovál Iowa Speedway-n, amivel karrierje második sikerét könyvelhette el. A szezon legutolsó versenyét és kihagyta anyagi gondok miatt. Annak ellenére, hogy két fordulóról is hiányzott, a 8. lett az egyéni pontversenyben.
2010. február 23-án hivatalos oldala közölte, hogy 2010 márciusában a Dreyer & Reinbold Racing harmadik autóját fogja vezetni hazájában, a São Paulo Indy 300-on az IndyCar-ban. Ebben az évben még elindult élete legelső indianapolisi 500-án, ahová a 21. helyre kvalifikálta magát. A viadalon azonban kiesett egy ütközés után.
A klasszikus brazil gokartbajnokságban, a Desafio Internacional das Estrelas-ban is indult és a 11. helyről megnyerte a versenyt és olyan versenyzőket utasított maga mögé, mint Tony Kanaan, Felipe Massa és Rubens Barrichello. Az összetettben 4. lett és egy négyes döntetlen alakult ki, hiszen többek között neki is ugyanannyi pontja lett, mint a győztes Lucas di Grassi-nak.
2011-ben részprogramot teljesített újfent a Dreyer & Reinbold Racing alkalmazásában. A nyitányon, St. Petersburg utcáin egy balesetet követően eltörte a csuklóját, ami miatt több futamot is kihagyott vagy merevítővel kellett vezetnie.
2012. március 8-án az Andretti Autosport-nál tesztelte James Hinchcliffe #27-es autóját Sebringen. Április 5-én bejelentették, hogy a Conquest Racing közreműködésével indul a 2012-es São Paulo-i és Indianapolisi versenyeken az Andrettivel.
2013-ban a Dale Coyne Racing adott neki lehetőséget néhány fordulón, melyek legtöbbjén kiesett.

### Sportautózás
2014 óta a hazája egyik legnagyobb túraautó-bajnokságában szerepelt, a Stock Car Brasil-ban. 2019-ben egy női alakulatot is indító Heinricher Racing és a Meyer Shank Racing közös csapatában indult a Daytonai 24 óráson Katherine Legge, Christina Nielsen és Simona de Silvestro társaként egy Acura NSX GT3-as volánja mögött. Célba is értek, a "GTD" kategóriában a 12. helyen.
2020 júniusában kiderült, hogy férjével és apósával együtt letartóztatták sikkasztás és pénzmosás alapos gyanújával. A hírek szerint az évek alatt összesen több mint 1,6 millió dollárt csaltak el. Ekkor Bia első gyermekével, 8 hónapos terhes volt. A hír után az addigi leghűségesebb szponzora, az Ipiranga azonnal felfüggesztette vele az együttműködést és a továbbiakban Cesar Ramos helyettesítette. Egyben ő maga törölte az összes közösségi média profilját és kijelentette, hogy semmi köze sincs a családi vállalkozáshoz.
2021 márciusában az IMSA Sebringi 12 órás futamára a Team Hardpoint EBM nevezte, azzal a céllal, hogy újra egyesítsen egy női csapatot. Saját elmondása szerint a brazil hatóságok felmentették minden korábbi ügye alól.

## Eredményei

### Gokart
| Szezon | Bajnokság                           | Helyezés | Díj                   |
| ------ | ----------------------------------- | -------- | --------------------- |
| 2000   | São Paulo-i bajnokság (B kategória) | 2.       | Pénzdíjazásos verseny |
| 2001   | São Paulo-i bajnokság (A kategória) | 2.       | Capacete de Ouro      |
| 2001   | Brazil bajnokság (A kategória)      | 3.       | Capacete de Ouro      |
| 2001   | Brazil kupa                         | 2.       | Capacete de Ouro      |
| 2002   | São Paulo-i bajnokság (A kategória) | 3.       | Capacete de Ouro      |
| 2002   | Brazil bajnokság (A kategória)      | 2.       | Capacete de Ouro      |
| 2003   | Sorriso Petrobrás kupa              | Bajnok   |                       |
| 2003   | Petrobrás Karting Selective         | 2.       |                       |
| 2010   | Desafio Internacional das Estrelas  | Győztes  |                       |

### Karrier összefoglaló
| Szezon  | Bajnokság                                   | Csapat                             | Verseny    | Győzelem   | Dobogó     | Pole       | Leggyorsabb kör | Pont       | Helyezés   |
| ------- | ------------------------------------------- | ---------------------------------- | ---------- | ---------- | ---------- | ---------- | --------------- | ---------- | ---------- |
| 2003    | Brazil Formula Renault                      | R.Cesario F Renault                | 12         | 0          | 0          | 0          | 1               | 53         | 11.        |
| 2004    | Brazil Formula Renault                      | Cesário/Bassani                    | 14         | 0          | 8          | 0          | 0               | 162        | 5.         |
| 2004    | Formula–3 Sudamericana                      | Cesário F3 Light                   | 4          | 0          | 0          | 0          | 0               | 1          | 18.        |
| 2004    | Dél-amerikai Formula–3-as bajnokság - Light | Cesario F3 Light                   | 4          | 0          | 4          | 1          | 0               | 30         | 2.         |
| 2005    | Brazil Formula Renault 2.0                  | Cesário F.Renault                  | 14         | 3          | 7          | 4          | 3               | 209        | 3.         |
| 2005    | Formula–3 Sudamericana                      | Cesario F3 Light                   | 2          | 0          | 0          | 0          | 0               | 1          | 18.        |
| 2005    | Dél-amerikai Formula–3-as bajnokság - Light | Cesario F3 Light                   | 2          | 0          | 0          | 0          | 0               | 12         | 5.         |
| 2006    | Formula–3 Sudamericana                      | Cesário F3                         | 16         | 0          | 5          | 1          | 2               | 66         | 5.         |
| 2006    | Stock Car Brasil Light                      | Katalogo Racing                    | 1          | 0          | 0          | 0          | 0               | 0          | HN         |
| 2008    | Indy Lights                                 | Sam Schmidt Motorsports            | 16         | 1          | 6          | 0          | 1               | 449        | 3.         |
| 2009    | Indy Lights                                 | Sam Schmidt Motorsports            | 13         | 1          | 2          | 0          | 0               | 320        | 8.         |
| 2010    | IndyCar                                     | Dreyer & Reinbold Racing           | 4          | 0          | 0          | 0          | 0               | 55         | 30.        |
| 2010    | Brazil Mini Challenge                       |                                    | 1          | 0          | 0          | 0          | 0               | 0          | HN         |
| 2011    | IndyCar                                     | Dreyer & Reinbold Racing           | 16         | 0          | 0          | 0          | 0               | 212        | 21.        |
| 2012    | IndyCar                                     | Andretti Autosport/Conquest Racing | 2          | 0          | 0          | 0          | 0               | 28         | 29.        |
| 2013    | IndyCar                                     | Dale Coyne Racing                  | 7          | 0          | 0          | 0          | 0               | 72         | 29.        |
| 2014    | Stock Car Brasil                            | ProGP                              | 20         | 0          | 0          | 0          | 0               | 15         | 32.        |
| 2015    | Stock Car Brasil                            | RC3 Bassani                        | 21         | 0          | 0          | 0          | 0               | 11         | 32.        |
| 2016    | Stock Car Brasil                            | União Química Racing               | 20         | 0          | 0          | 0          | 0               | 57         | 26.        |
| 2017    | Stock Car Brasil                            | Full Time Academy                  | 21         | 0          | 0          | 0          | 0               | 28         | 29.        |
| 2017    | Brazil Porsche GT3-as kupa                  |                                    | 3          | 0          | 0          | 0          | 0               | 65         | 16.        |
| 2018    | Stock Car Brasil                            | Ipiranga Racing                    | 21         | 0          | 0          | 0          | 0               | 21         | 24.        |
| 2019    | Stock Car Brasil                            | Ipiranga Racing                    | 21         | 0          | 0          | 0          | 0               | 73         | 25.        |
| 2019    | WeatherTech SportCar Championship - GTD     | Meyer Shank Racing                 | 6          | 0          | 0          | 0          | 0               | 137        | 16.        |
| 2020    | Stock Car Brasil                            | Ipiranga Racing                    | Nem indult | Nem indult | Nem indult | Nem indult | Nem indult      | Nem indult | Nem indult |
| 2021    | WeatherTech SportCar Championship - GTD     | Team Hardpoint EBM                 | 1          | 0          | 0          | 0          | 0               | 280        | 51         |
| 2022    | Dél-amerikai TCR-bajnokság                  | Cobra Racing Team                  | 8          | 0          | 0          | 0          | 0               | 79         | 15.        |
| Forrás: |                                             |                                    |            |            |            |            |                 |            |            |

### Teljes Indy Lights eredménysorozata
| Év   | Csapat                  | 1     | 2      | 3       | 4      | 5       | 6      | 7     | 8     | 9      | 10     | 11     | 12     | 13     | 14     | 15    | 16    | Helyezés | Pont |
| ---- | ----------------------- | ----- | ------ | ------- | ------ | ------- | ------ | ----- | ----- | ------ | ------ | ------ | ------ | ------ | ------ | ----- | ----- | -------- | ---- |
| 2008 | Sam Schmidt Motorsports | HMS 7 | STP1 3 | STP2 16 | KAN 14 | INDY 5  | MIL 19 | IOW 3 | WGL 4 | WGL 3  | NSH 1  | MDO 14 | MDO 5  | KTY 16 | SNM 6  | SNM 3 | CHI 2 | 3.       | 449  |
| 2009 | Sam Schmidt Motorsports | STP 4 | STP 23 | LBH 5   | KAN 4  | INDY 17 | MIL    | IOW 1 | WGL 9 | TOR 13 | EDM 12 | KTY 3  | MDO 12 | SNM 5  | CHI 14 | HMS   |       | 8.       | 320  |

### Teljes IndyCar eredménysorozata
| Év   | Csapat                   | 1      | 2      | 3      | 4      | 5       | 6       | 7       | 8      | 9      | 10     | 11     | 12     | 13     | 14     | 15     | 16     | 17     | 18    | 19  | Helyezés | Pont |
| ---- | ------------------------ | ------ | ------ | ------ | ------ | ------- | ------- | ------- | ------ | ------ | ------ | ------ | ------ | ------ | ------ | ------ | ------ | ------ | ----- | --- | -------- | ---- |
| 2010 | Dreyer & Reinbold Racing | SAO 13 | STP    | ALA    | LBH    | KAN     | INDY 21 | TXS     | IOW    | WGL    | TOR    | EDM    | MDO    | SNM    | CHI 24 | KTY    | MOT    | HMS 26 |       |     | 30.      | 55   |
| 2011 | Dreyer & Reinbold Racing | STP 14 | ALA    | LBH 19 | SAO 24 | INDY 21 | TXS1 22 | TXS2 22 | MIL 17 | IOW 23 | TOR 11 | EDM 13 | MDO 17 | NHM 14 | SNM 13 | BAL 16 | MOT 19 | KTY 24 | LVS T |     | 21.      | 212  |
| 2012 | Andretti Autosport       | STP    | ALA    | LBH    | SAO 20 | INDY 23 | DET     | TXS     | MIL    | IOW    | TOR    | EDM    | MDO    | SNM    | BAL    | FON    |        |        |       |     | 29.      | 28   |
| 2013 | Dale Coyne Racing        | STP 22 | ALA 24 | LBH 14 | SAO 25 | INDY 15 | DET     | DET     | TXS    | MIL 19 | IOW 22 | POC    | TOR    | TOR    | MDO    | SNM    | BAL    | HOU    | HOU   | FON | 29.      | 72   |

#### Indianapolis 500
| Év   | Kasztni       | Motor                 | Rajthely | Helyezés | Csapat                             |
| ---- | ------------- | --------------------- | -------- | -------- | ---------------------------------- |
| 2010 | Dallara IR-05 | Honda HI7R V8         | 21       | 21       | Dreyer & Reinbold Racing           |
| 2011 | Dallara IR-05 | Honda HI7R V8         | 32       | 21       | Dreyer & Reinbold Racing           |
| 2012 | Dallara DW12  | Chevrolet IndyCar V6t | 13       | 23       | Andretti Autosport/Conquest Racing |
| 2013 | Dallara DW12  | Honda HI13TT V6t      | 29       | 15       | Dale Coyne Racing                  |

### Teljes Stock Car Brasil eredménysorozata
(Táblázat értelmezése)

(Félkövér: pole-pozícióból indult; dőlt: leggyorsabb kört futott) 

| Év   | Csapat                | 1        | 2        | 3        | 4        | 5        | 6         | 7        | 8        | 9        | 10       | 11       | 12       | 13       | 14       | 15       | 16        | 17       | 18        | 19       | 20       | 21       | 22       | Helyezés | Pont |
| ---- | --------------------- | -------- | -------- | -------- | -------- | -------- | --------- | -------- | -------- | -------- | -------- | -------- | -------- | -------- | -------- | -------- | --------- | -------- | --------- | -------- | -------- | -------- | -------- | -------- | ---- |
| 2014 | ProGP                 | INT 1 15 | SCZ 1 22 | SCZ 2 18 | BRA 1 21 | BRA 2 16 | GOI 1 11  | GOI 2 23 | GOI 1 20 | CAS 1 Ki | CAS 2 Ni | CUR 1 30 | CUR 2 Ni | VEL 1 18 | VEL 2 15 | SCZ 1 21 | SCZ 2 17  | TAR 1 27 | TAR 2 14  | SAL 1 21 | SAL 2 19 | CUR 1 Ki |          | 32.      | 15   |
| 2015 | União Química Bassani | GOI 1 19 | RBP 1 20 | RBP 2 Ni | VEL 1 23 | VEL 2 17 | CUR 1 20  | CUR 2 10 | SCZ 1 24 | SCZ 2 Ni | CUR 1 Ki | CUR 2 Ni | GOI 1 Ki | CAS 1 24 | CAS 2 22 | MOU 1 Ki | MOU 2 Ni  | CUR 1 Ki | CUR 2 Ki  | TAR 1 23 | TAR 2 Ki | INT 1 18 |          | 32.      | 13   |
| 2016 | União Química Bassani | CUR 1 Ki | VEL 1 17 | VEL 2 24 | GOI 1 18 | GOI 2 14 | SCZ 1 23† | SCZ 2 Ni | TAR 1 16 | TAR 2 6  | CAS 1 23 | CAS 2 Ki | INT 1 13 | LON 1 21 | LON 2 17 | CUR 1 Ki | CUR 2 19† | GOI 1 15 | GOI 2 21† | CRI 1 19 | CRI 2 11 | INT 1 Ki |          | 26.      | 57   |
| 2017 | Full Time Academy     | GOI 1 Ki | GOI 2 Ki | VEL 1 Ki | VEL 2 Ni | SCZ 1 Ki | SCZ 2 6   | CAS 1 Ki | CAS 2 11 | CUR 1 16 | CRI 1 23 | CRI 2 20 | VCA 1 23 | VCA 2 21 | LON 1 28 | LON 2 Ki | ARG 1 Ki  | ARG 2 Ni | TAR 1 Ki  | TAR 2 16 | GOI 1 17 | GOI 2 16 | INT 1 24 | 29.      | 28   |
| 2018 | Ipiranga Racing       | INT 1 Ki | CUR 1 Ki | CUR 2 Ki | VEL 1 22 | VEL 2 16 | LON 1 Ki  | LON 2 14 | SCZ 1 21 | SCZ 2 Ki | GOI 1 10 | MOU 1 17 | MOU 2 5  | CAS 1 Ki | CAS 2 Ki | VCA 1 17 | VCA 2 Ki  | TAR 1 16 | TAR 2 11  | GOI 1 KI | GOI 2 15 | INT 1 17 |          | 24.      | 21   |
| 2019 | Ipiranga Racing       | VEL 1 19 | VCA 1 22 | VCA 2 16 | GOI 1 Ki | GOI 2 22 | LON 1 Ki  | LON 2 4  | SCZ 1 23 | SCZ 2 Ki | MOU 1 13 | MOU 2 21 | INT 1 Ki | VEL 1 19 | VEL 2 20 | CAS 1 15 | CAS 2 10  | VCA 1 15 | VCA 2 18  | GOI 1 Ki | GOI 2 19 | INT 1 16 |          | 25.      | 73   |

† A versenyt nem fejezte be, de helyezését értékelték, mert a versenytáv több, mint 90%-át teljesítette.

### Teljes WeatherTech SportsCar Championship eredménysorozata
(Táblázat értelmezése)

(Félkövér: pole-pozícióból indult; dőlt: leggyorsabb kört futott) 

| Év   | Csapat                        | Osztály | Kasztni           | Motor                | 1      | 2     | 3   | 4   | 5     | 6     | 7   | 8      | 9   | 10  | 11    | 12  | Helyezés | Pont |
| ---- | ----------------------------- | ------- | ----------------- | -------------------- | ------ | ----- | --- | --- | ----- | ----- | --- | ------ | --- | --- | ----- | --- | -------- | ---- |
| 2019 | Heinricher Racing/Meyer Shank | GTD     | Acura NSX GT3     | Acura 3.5 L Turbo V6 | DAY 12 | SEB 8 | MDO | DET | WGL 4 | MOS 6 | LIM | ELK 13 | VIR | LAG | PET 7 |     | 16.      | 137  |
| 2021 | Team Hardpoint EBM            | GTD     | Porsche 911 GT3 R | Porsche 4.0 L Flat-6 | DAY    | SEB 5 | MDO | DET | WGL   | WGL   | LIM | ELK    | LAG | LBH | VIR   | PET | 51.      | 280  |

### Daytonai 24 órás autóverseny
| Év   | Csapat                         | Csapattárs                                            | Autó          | Kategória | Kör | Összetett Helyezés | Kategória Helyezés |
| ---- | ------------------------------ | ----------------------------------------------------- | ------------- | --------- | --- | ------------------ | ------------------ |
| 2019 | Heinricher Racing/ Meyer Shank | Katherine Legge Christina Nielsen Simona de Silvestro | Acura NSX GT3 | GTD       | 550 | 32.                | 12.                |

### Teljes Dél-amerikai TCR-bajnokság eredménysorozata
| 9 | 12 | 14 | 8 | 7 | 8 | 8 |  |  | Ki |  |  |  |  |

* A szezon jelenleg is zajlik.

## Díjai, elismerései
| Év   | Bajnokság                           | Díj                                      |
| ---- | ----------------------------------- | ---------------------------------------- |
| 2003 | Brazil Formula Renault              | Az év újonca                             |
| 2005 | Brazil Formula Renault              | Capacete de Ouro – Fórmula               |
| 2006 | Dél-amerikai Formula–3-as bajnokság | Capacete de Ouro – São Paulo Versenyzője |
| 2008 | Indy Lights                         | Az év újonca                             |
| 2008 | Indy Lights                         | Tony Renna kiemelkedő csillaga díj       |